# Henry Heerup

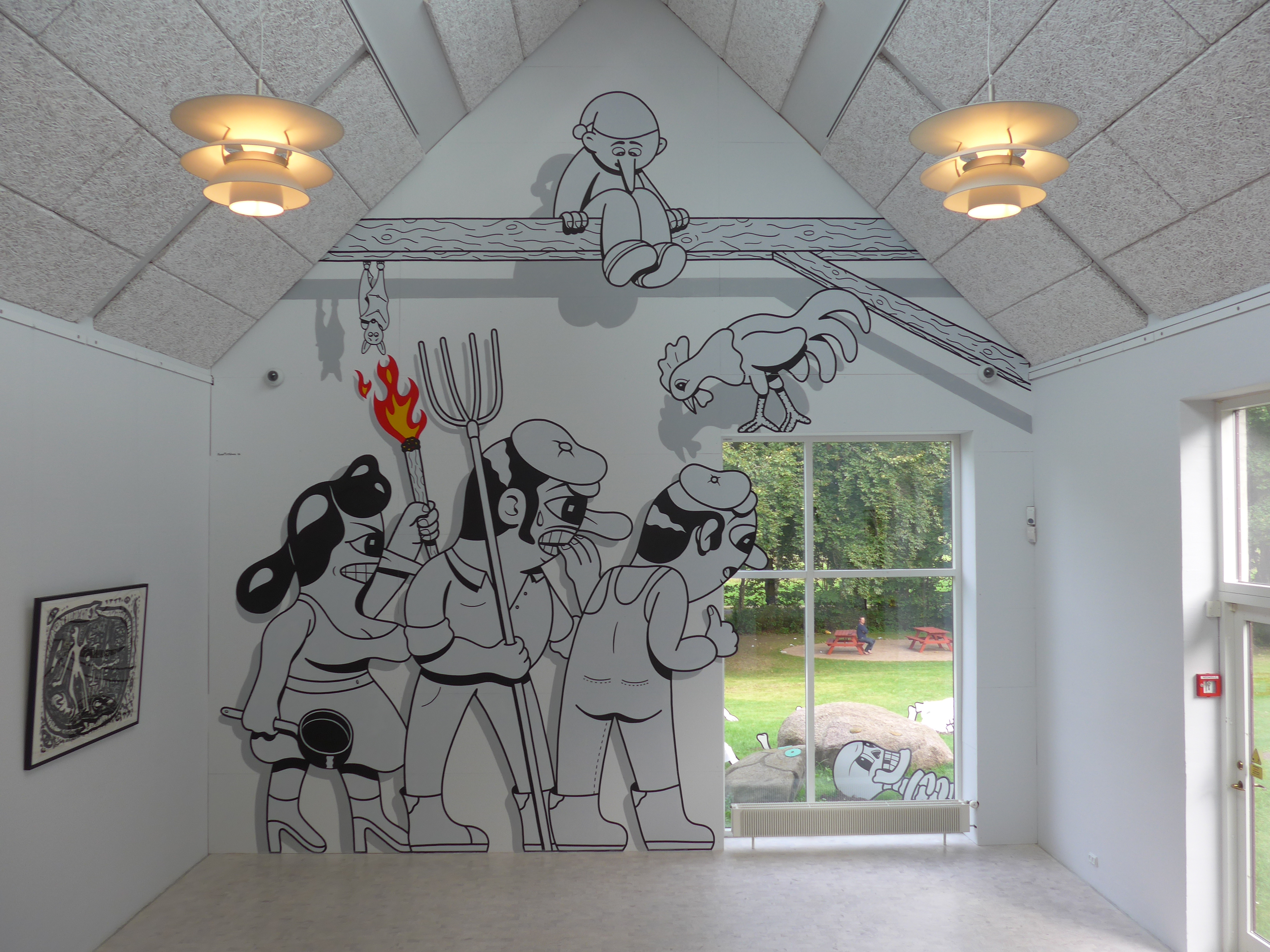
Henry Heerup: Linjen in het Heerup Museum

Henry Heerup (Frederiksberg, 4 november 1907 - Vanløse, 30 mei 1993) was een Deens kunstschilder, beeldhouwer en componist. Hij was lid van de kunstenaarsgroepen Linien en Høst en daarna van de CoBrA-beweging.
Heerup was een zeer veelzijdig kunstenaar. Hij schiep zijn eigen fantasiewereld en werkte altijd buiten op zijn land aan de rand van Kopenhagen. Een bekende uitspraak van hem is over zijn geliefde materiaal graniet:
Er ligt altijd iets in de steen zelf. Graniet is het hardgekookte ei van de natuur.
Daarmee gaf hij aan dat hij het in die steen verscholen beeld bevrijdde. Zijn symbolistische werk heeft duidelijke raakvlakken met de volkskunst. Daarnaast onderging hij invloeden uit het dadaïsme en het surrealisme, waar het gaat om zijn assemblages uit afvalmateriaal.
In de Kopenhaagse voorstad Rødovre bevindt zich sinds 2000 het aan hem gewijde Heerup Museum. Het is de voormalige boerderij Rødovregaard waar Heerup woonde, uitgebreid door de architect Bernd Kjelland. Het gebouw en het grootste deel van de collectie werden gedoneerd door zijn weduwe, de schilderes Marion Brock.  

## Enkele werken
- Vædderhoved ("Ramskop") (1940)[1]
- Kvinder for Fred ("Vrouwen voor vrede") (1982)[2]